# Cong Su
Cong Su (vereenvoudigd Chinees: 苏聪; traditioneel Chinees: 蘇聰; Pinyin: Sū Cōng; Tianjin, 1957) is een Duitse componist en muzikant van Chinese afkomst. Hij werkt als professor film en muziek aan de Filmacademie Baden-Württemberg in Ludwigsburg.
Su studeerde van 1978 tot 1982 aan het Centraal Muziekconservatorium in Peking. Daarna verhuisde hij naar Duitsland, waar hij van 1982 tot 1985 muziektheorie, muziekanalyse, filmmuziek en balletmuziek studeerde aan de Hogeschool voor Muziek en Theater München. Na zijn afstuderen kreeg hij een docentschap aan de Universiteit Augsburg. Van 1989 tot 1991 gaf hij opnieuw les in München en is sinds 1991 professor aan de Filmacademie Baden-Württemberg. Su componeert voornamelijk filmmuziek voor Aziatische films.
Samen met David Byrne en Ryuichi Sakamoto won hij de Oscar, Golden Globe en Grammy voor de soundtrack van Bernardo Bertolucci's epische film The Last Emperor.

## Filmografie
| Jaar | Titel                    | Opmerkingen                         |
| ---- | ------------------------ | ----------------------------------- |
| 1987 | The Last Emperor         | met David Byrne en Ryuichi Sakamoto |
| 1989 | Miracles                 | met Michael Lai                     |
| 1989 | Bangkok Story            | met Birger Heymann                  |
| 1989 | Maihime                  |                                     |
| 1990 | Dreams Come True         |                                     |
| 1990 | Forbidden Imperial Tales |                                     |
| 2003 | Green Tea                |                                     |
| 2003 | Cell Phone               | met Lui Zhenyun                     |
| 2004 | Jasmine Women            |                                     |
| 2009 | Empire of Silver         | met Seikou Ngaoka en Lin Hai        |
| 2009 | A Singing Fairy          | met Liu Sijun                       |

## Overige producties

### Televisiefilms
| Jaar | Titel                | Opmerkingen |
| ---- | -------------------- | ----------- |
| 2002 | Im Chaos der Gefühle |             |

### Documentaires
| Jaar | Titel    | Opmerkingen |
| ---- | -------- | ----------- |
| 1989 | Moments  |             |
| 2021 | Rohingya |             |

### Documentaire series
| Jaar | Titel              | Opmerkingen |
| ---- | ------------------ | ----------- |
| 2005 | The Forbidden City |             |

## Prijzen en nominaties

### Academy Awards
| Jaar | Titel            | Categorie        | Uitslag  |
| ---- | ---------------- | ---------------- | -------- |
| 1988 | The Last Emperor | Beste filmmuziek | Gewonnen |

### BAFTA Awards
| Jaar | Titel            | Categorie        | Uitslag     |
| ---- | ---------------- | ---------------- | ----------- |
| 1989 | The Last Emperor | Beste filmmuziek | Genomineerd |

### Golden Globe Awards
| Jaar | Titel            | Categorie        | Uitslag  |
| ---- | ---------------- | ---------------- | -------- |
| 1988 | The Last Emperor | Beste filmmuziek | Gewonnen |

### Grammy Awards
| Jaar | Titel            | Categorie                                                              | Uitslag  |
| ---- | ---------------- | ---------------------------------------------------------------------- | -------- |
| 1989 | The Last Emperor | Beste album van instrumentale achtergrondmuziek voor film of televisie | Gewonnen |